# تسوية (قانون)
التسوية في القانون هو قرار لحل النزاع بين المختصمين بشأن دعوى قضائية يوصل إليه عن طريق التراضي بين الطرفين، من غير الحاجة إلى محاكمة أو انتظار قرار نهائي من المحكمة أو القاضي.
يمكن أن يحدث التفاهم بين المتنازعين قبل البدء برفع الدعوى أو بعدها؛ ومن الممكن إجراء تسوية شاملة لعدد من القضايا المتعلقة.